# 1998 год
1998 (ты́сяча девятьсо́т девяно́сто восьмо́й) год  по григорианскому календарю — невисокосный год, начинающийся в четверг. Это 1998 год нашей эры, 8‑й год 10‑го десятилетия XX века 2‑го тысячелетия, 9‑й год 1990‑х годов. Он закончился 27 лет назад.
| Пн | Вт | Ср | Чт | Пт | Сб | Вс |
|    |    |    | 1  | 2  | 3  | 4  |
| 5  | 6  | 7  | 8  | 9  | 10 | 11 |
| 12 | 13 | 14 | 15 | 16 | 17 | 18 |
| 19 | 20 | 21 | 22 | 23 | 24 | 25 |
| 26 | 27 | 28 | 29 | 30 | 31 |    |

| Пн | Вт | Ср | Чт | Пт | Сб | Вс |
|    |    |    |    |    |    | 1  |
| 2  | 3  | 4  | 5  | 6  | 7  | 8  |
| 9  | 10 | 11 | 12 | 13 | 14 | 15 |
| 16 | 17 | 18 | 19 | 20 | 21 | 22 |
| 23 | 24 | 25 | 26 | 27 | 28 |    |

| Пн | Вт | Ср | Чт | Пт | Сб | Вс |
|    |    |    |    |    |    | 1  |
| 2  | 3  | 4  | 5  | 6  | 7  | 8  |
| 9  | 10 | 11 | 12 | 13 | 14 | 15 |
| 16 | 17 | 18 | 19 | 20 | 21 | 22 |
| 23 | 24 | 25 | 26 | 27 | 28 | 29 |
| 30 | 31 |    |    |    |    |    |

| Пн | Вт | Ср | Чт | Пт | Сб | Вс |
|    |    | 1  | 2  | 3  | 4  | 5  |
| 6  | 7  | 8  | 9  | 10 | 11 | 12 |
| 13 | 14 | 15 | 16 | 17 | 18 | 19 |
| 20 | 21 | 22 | 23 | 24 | 25 | 26 |
| 27 | 28 | 29 | 30 |    |    |    |

| Пн | Вт | Ср | Чт | Пт | Сб | Вс |
|    |    |    |    | 1  | 2  | 3  |
| 4  | 5  | 6  | 7  | 8  | 9  | 10 |
| 11 | 12 | 13 | 14 | 15 | 16 | 17 |
| 18 | 19 | 20 | 21 | 22 | 23 | 24 |
| 25 | 26 | 27 | 28 | 29 | 30 | 31 |

| Пн | Вт | Ср | Чт | Пт | Сб | Вс |
| 1  | 2  | 3  | 4  | 5  | 6  | 7  |
| 8  | 9  | 10 | 11 | 12 | 13 | 14 |
| 15 | 16 | 17 | 18 | 19 | 20 | 21 |
| 22 | 23 | 24 | 25 | 26 | 27 | 28 |
| 29 | 30 |    |    |    |    |    |

| Пн | Вт | Ср | Чт | Пт | Сб | Вс |
|    |    | 1  | 2  | 3  | 4  | 5  |
| 6  | 7  | 8  | 9  | 10 | 11 | 12 |
| 13 | 14 | 15 | 16 | 17 | 18 | 19 |
| 20 | 21 | 22 | 23 | 24 | 25 | 26 |
| 27 | 28 | 29 | 30 | 31 |    |    |

| Пн | Вт | Ср | Чт | Пт | Сб | Вс |
|    |    |    |    |    | 1  | 2  |
| 3  | 4  | 5  | 6  | 7  | 8  | 9  |
| 10 | 11 | 12 | 13 | 14 | 15 | 16 |
| 17 | 18 | 19 | 20 | 21 | 22 | 23 |
| 24 | 25 | 26 | 27 | 28 | 29 | 30 |
| 31 |    |    |    |    |    |    |

| Пн | Вт | Ср | Чт | Пт | Сб | Вс |
|    | 1  | 2  | 3  | 4  | 5  | 6  |
| 7  | 8  | 9  | 10 | 11 | 12 | 13 |
| 14 | 15 | 16 | 17 | 18 | 19 | 20 |
| 21 | 22 | 23 | 24 | 25 | 26 | 27 |
| 28 | 29 | 30 |    |    |    |    |

| Пн | Вт | Ср | Чт | Пт | Сб | Вс |
|    |    |    | 1  | 2  | 3  | 4  |
| 5  | 6  | 7  | 8  | 9  | 10 | 11 |
| 12 | 13 | 14 | 15 | 16 | 17 | 18 |
| 19 | 20 | 21 | 22 | 23 | 24 | 25 |
| 26 | 27 | 28 | 29 | 30 | 31 |    |

| Пн | Вт | Ср | Чт | Пт | Сб | Вс |
|    |    |    |    |    |    | 1  |
| 2  | 3  | 4  | 5  | 6  | 7  | 8  |
| 9  | 10 | 11 | 12 | 13 | 14 | 15 |
| 16 | 17 | 18 | 19 | 20 | 21 | 22 |
| 23 | 24 | 25 | 26 | 27 | 28 | 29 |
| 30 |    |    |    |    |    |    |

| Пн | Вт | Ср | Чт | Пт | Сб | Вс |
|    | 1  | 2  | 3  | 4  | 5  | 6  |
| 7  | 8  | 9  | 10 | 11 | 12 | 13 |
| 14 | 15 | 16 | 17 | 18 | 19 | 20 |
| 21 | 22 | 23 | 24 | 25 | 26 | 27 |
| 28 | 29 | 30 | 31 |    |    |    |

Объявлен ООН Международным годом океана (резолюция ООН 49/131).

## События
См. также: Категория:1998 год

### Январь
- 1 января
  - В России в ходе деноминации была вновь введена в обращение копейка[2].
  - Начало вещания ТНТ[3].
  - Взрыв в Москве на станции метро «Третьяковская». 3 раненых[4].
  - Повстанцы хуту в Бурунди в ходе рейда убили в Бужумбура более 200 человек[источник не указан 113 дней].
- 4 января
  - Премьера российского сериала Улицы разбитых фонарей[5].
  - Ураган над Британскими островами, северной Францией и частью Германии[6].
  - В ночь на 5 января произошла крупная железнодорожная катастрофа недалеко от станции Кайрачун в Таджикистане. Машинист маневрового тепловоза не заметил в тумане красный сигнал светофора и врезался в пассажирский поезд. 13 человек погибли и 20 получили ранения[7].
  - Президентом Литвы избран Валдас Адамкус[8].
- 4—10 января — гололёд в Северной Америке[9].
- 7 января — после двух десятилетий вражды президент Ирана Мохаммад Хатами сообщил в интервью телекомпании CNN о пользе сближения между США и Ираном[10][неавторитетный источник].
- 8 января — в Махачкале похищены шведские миссионеры (лютеране) Паулина и Даниэль Брулин[11].
- 9 января — в Москве застрелен гендиректор гостиницы «Россия» Евгений Цимбалистов. Главная версия убийства — разборки между «крышующими» «Россию» преступными группировками[12].
- 11 января
  - Парламентские выборы на Кубе. Ассамблея расширена до 601 члена[13][неавторитетный источник].
  - Гражданская война в Алжире: 103 человека убиты в ходе рейда на деревню Сиди Хаммед 40 км западнее от Алжира. Алжирская пресса сообщает о 400 жертвах, убитых исламскими фундаменталистами[14][неавторитетный источник].
- 13 января
  - Самолёт Ан-32 компании Ariana Afghan Airlines рейса из Кандагара в Герат разбивается об гору в 70 милях к северу от Куэтта на перевале Ходжак. Все 51 человек на борту погибают (разбился из-за нехватки топлива)[15][неавторитетный источник].
  - Правительственный вертолёт совершил аварийную посадку в Тверской области неподалёку от Торжка. На борту находились вице-премьер Б. Немцов, пресс-секретарь президента С. Ястржембский, глава службы протокола В. Шевченко и дочь Ельцина Татьяна Дьяченко с двухлетним сыном Глебом, которые летели в президентскую резиденцию на Валдае. Позже выяснилось, что сгорел один из датчиков температуры двигателя[16].
- 14 января — в Екатеринбурге совершено покушение на губернатора Свердловской области Эдуарда Росселя[17].
- 15 января
  - Территория Восточной Славонии окончательно передана под управление Хорватии[18][неавторитетный источник].
  - На краснодарском вокзале обезврежена противотанковая мина (подозревали чеченских террористов)[19][20].
- 16 января — президенты Латвии, Литвы, Эстонии и США подписали в Вашингтоне американо-балтийскую Хартию партнёрства[21][неавторитетный источник].
- 17 января — взрыв у строящегося McDonald’s в Санкт-Петербурге, пострадавших нет[22].
- 18 января — Александр Дзасохов избран президентом Северной Осетии[23].
- 21—26 января — визит Иоанна Павла II на Кубу[24][неавторитетный источник].
- 22 января — 89-й старт (STS-89) по программе Спейс шаттл. 12-й полёт шаттла Индевор. Экипаж — Терренс Уилкатт, Джо Эдвардс, Джеймс Райли, Майкл Андерсон, Бонни Данбар, Салижан Шарипов (Россия), Эндрю Томас. Восьмая стыковка шаттла со станцией «Мир»[25][неавторитетный источник].
- 24 января — в Альпах лавина накрыла группу школьников, погибли 9 подростков и двое преподавателей[26].
- 25 января — в результате теракта тамильских повстанцев в Канди (Шри-Ланка) убиты 16 человек[27].
- 26—27 января — в Брюсселе состоялось первое заседание Совета сотрудничества Россия-ЕС на уровне министров иностранных дел[28].
- 27 января
  - В ночь на 27 января близ села Хреновое Воронежской области терпит крушение поезд, шедший с Украины в Пензу: 13 вагонов с металлоконструкциями и 6 пустых цистерн сходят с рельсов. Жертв нет[29].
  - В бирманском аэропорту Тандве[англ.] самолёт Fokker F-27 авиакомпании Myanmar Airways разбивается на взлёте вследствие отказа одного из двух двигателей. Из 45 человек на борту погибли 16[30].
- 28 января — открыт Софийский метрополитен[31].
- 29 января
  - Старт космического корабля Союз ТМ-27. Экипаж старта — Т. А. Мусабаев, Н. М. Бударин и Л. Эйартц (Франция)[32].
  - Взрыв в клинике, специализирующейся на абортах, в Бирмингеме (штат Алабама). Погибает полицейский и тяжело ранена медсестра. Ответственность за взрыв берёт американская экстремистская организация «Армия Всевышнего»[33].
- 30 января
  - В Вашингтоне представители России, США, Канады, Японии, а также 11 государств, входящих в Европейское космическое агентство (Бельгия, Дания, Франция, Германия, Италия, Голландия, Норвегия, Испания, Швеция, Швейцария, Великобритания), подписали межправительственное соглашение о сотрудничестве в области строительства и эксплуатации международной космической станции «Альфа»[4].
  - Российская экспертная комиссия официально подтвердила подлинность найденных останков Николая II[34].
- 31 января — 50-тысячный митинг против роста цен в Армении[35].

### Февраль
- 2 февраля
  - Катастрофа рейса 387 Cebu Pacific на Филиппинах. Самолёт Douglas DC-9 врезался в гору. 104 человека погибли[36].
  - На Шиловском полигоне Сибирского военного округа, расположенном в 40 километрах юго-западнее Новосибирска, под гусеницами танка погибло четверо военнослужащих, столько же получили тяжёлые травмы[37].
  - Наводнения на восточном (штат Флорида) и на западном (штат Калифорния) побережьях США[38].
- 3 февраля
  - Левон Тер-Петросян подал в отставку с поста президента Армении. Причиной отставки стал раскол в правительстве. И. о. президента стал Роберт Кочарян[39].
  - Американский военный самолёт во время полёта перерезал корпусом стальной трос фуникулёра у Кавалезе в итальянских Доломитах. Кабина упала в пропасть, все 20 пассажиров фуникулёра погибли[40].
  - Во Владимирской области упал вертолёт Ми-8 МЧС России, погиб один человек[41].
- 4 февраля — землетрясение в районе границы между Афганистаном и Таджикистаном (афганская провинция Тахар). Погибло более 3 тыс. человек, разрушено около 2 тыс. домов[42].
- 5 февраля — Борис Ельцин предупредил Запад об опасности агрессии против Ирака: «Мы стали крепко на позицию, что нет силовому варианту, невозможно, это мировая война»[43].
- 6 февраля — в результате сильных паводков в Буэнос-Айресе произошли наводнения[44].
- 7 февраля — в северных районах Афганистана произошло землетрясение магнитудой 5,6 баллов, в ходе которого погибли более 4500 человек[45].
- 7—22 февраля — XVIII зимние Олимпийские игры в Нагано[46].
- 8 февраля — Георгиос Иакову[англ.] одержал победу в 1-м туре президентских выборов на Кипре[47].
- 9 февраля
  - Второе покушение на Эдуарда Шеварднадзе. Его кортеж был обстрелян из гранатомётов, сам он отделался лёгкими ранениями[48].
  - Разрешена деятельность Армянской революционной федерации Дашнакцутюн, старейшей оппозиционной партии Армении[49].
- 10 февраля — Милли Меджлис Азербайджана принял решение об отмене смертной казни и замене её пожизненным заключением[50].
- 11 февраля — в Москве произошёл пожар в здании постройки XIX века, которое занимало Министерство транспорта РФ (улица Рождественка, дом 1/4). В результате обрушилась несущая стена со стороны двора с 4-го по 7-й этажи. Пострадали 3 работника пожарной охраны, 3 сотрудника министерства были госпитализированы[51].
- 14 февраля — более 120 человек погибли в результате взрыва двух бензовозов в столице Камеруна[52].
- 15 февраля
  - Вблизи польской деревни Глодово[англ.] упал в озеро Снярдвы частный вертолёт Ми-2 с российскими туристами и польским экипажем[53]. Погибло 7 человек[54].
  - В литовском селе Драучай произошло массовое убийство, совершённое психически нездоровым человеком, в результате которого погибли в общей сложности 10 человек[55].
  - Глафкос Клиридис был переизбран президентом Кипра во втором туре[56].
  - Николай Меркушкин избран главой Мордовии[23].
- 16 февраля — крупнейшая авиакатастрофа на Тайване: самолёт рейса 676 авиакомпании China Airlines, прибывавший в Таоюань из Бали, упал на землю и врезался в несколько домов около аэропорта имени Чан-Кайши, погибли 196 человек на борту и 7 на земле[57].
- 19 февраля
  - Приземлился космический корабльСоюз ТМ-26. Экипаж посадки — А. Я. Соловьёв, П. В. Виноградов и Л. Эйартц (Франция)[58].
  - В международном аэропорту Дюссельдорфа вскоре после взлёта самолёта ДС-10 американской авиакомпании «Континентал эйрлайнз» с 236 пассажирами на борту поступил сигнал об обильном выделении дыма из одного из кондиционеров. Пилот решил прервать полёт и через полтора часа самолёт благополучно вернулся в Дюссельдорф. Никто из пассажиров на пострадал[59].
  - КНДР заявила о готовности начать диалог с политическими движениями и организациями Южной Кореи[60][неавторитетный источник].
- 20 февраля — на крупнейшую демонстрацию протеста в истории Хорватии в столице Загреб вышли десятков тысяч рабочих против экономической политики президента Франьо Туджмана. Демонстрация направлена против падения уровня жизни и роста безработицы.
- 23 февраля — в ходе визита Генерального секретаря ООН К. Аннана в Ирак достигнуто соглашение о возобновлении сотрудничества Ирака со специальной комиссией ООН и условиях допуска международных инспекторов в президентские дворцы и иные объекты. Подписан меморандум о взаимопонимании между ООН и Ираком[61].
- 26 февраля
  - Вступление Валдаса Адамкуса в должность президента Литвы[62].
  - Солнечное затмение 26 февраля 1998 года.
- 26 февраля—1 марта — состоялся первый государственный визит президента Украины Л. Кучмы в Россию, во время которого был подписан Договор об экономическом сотрудничестве между двумя странами и Программа экономического сотрудничества на период 1998—2007 гг[63].
- 27 февраля
  - В воинской части, расположенной в городе Печоры Республики Коми, расстреляны рядовые Владимир Казаков и Андрей Горунович. Подробности происшедшего не установлены[64].
  - Азербайджан и Исландия установили дипломатические отношения[65][66][67][68].
- 27 февраля—1 марта — сербская полиция атакована Армией освобождения Косова (AOK) в деревнях Ликошане и Чирез общины Глоговац, однако нанесла ответный удар. В результате боёв было убито 16 бойцов АОК, сербская полиция потеряла четверых убитыми и двоих ранеными. В ходе операции погибло 26 гражданских лиц (косовских албанцев), инициаторы нападения во главе с командиром Адем Яшари сумели скрыться. Это было первое серьёзное столкновение югославов с косовскими албанцами в преддверии Косовской войны[69].
- Февраль — корабль «Харта Римба» (англ. «Harta Rimba»), перевозивший пассажиров без соответствующей лицензии и разрешений на осуществление данной деятельности, потерпел крушение в Южно-Китайском море; отсутствие навыков у экипажа и недообеспечённость средствами спасения утопающих привели к гибели 325 человек[70][71].

### Март
- 1 марта
  - Вступило в силу соглашение «о партнёрстве и сотрудничестве» между Европейским союзом и Украиной[72].
  - Руслан Аушев переизбран президентом Ингушетии[23].
  - Армен Дарбинян стал премьер-министром Армении[73].
- 3 марта — в Екатеринбурге убит депутат палаты представителей Свердловской областной думы Григорий Степаненко[74].
- 5—7 марта — в результате боёв в косовском Преказе, в которых участвовала Специальная антитеррористическая группа Югославии, были убиты два командира АОК — братья Адем (один из лидеров АОК) и Хамез Яшари — и ещё 36 членов АОК, однако также жертвами стали 28 гражданских лиц (женщины и дети)[75].
- 6 марта — парламентские выборы в Вануату. Премьер-министром в результате создания парламентской коалиции остался представитель партии Вануаку Дональд Калпокас[76].
- 11 марта
  - В Гомеле (Белоруссия) впервые состоялась трёхсторонняя встреча руководителей пограничных ведомств России, Украины и Белоруссии[77].
  - На парламентских выборах[англ.] в Дании лидирует Социал-демократическая партия премьер-министра Поуля Нюрупа Расмуссена и его партнёров по коалиции[78][79][нет в источнике].
- 12 марта — норвежское правительство высылает пять российских дипломатов за шпионаж. Пять дней спустя, Москва высылает двух норвежских дипломатов с аналогичными обвинениями.
- 16 марта — Роберт Кочарян одержал победу в первом туре на президентских выборах в Армении.
- 17 марта — на ежегодной сессии ВСНП Чжу Жунцзи утверждён Премьером Госсовета КНР[80].
- 18 марта — Россия официально учредила своё постоянное представительство в НАТО, которое должно обеспечивать весь комплекс отношений Россия — НАТО, включая их военное измерение, в соответствии с Основополагающим актом Россия — НАТО[81].
- 19 марта — Евросоюз ввёл эмбарго на поставки оружия Югославии и остановил экспортные кредиты, пытаясь повлиять на разрешение кризиса в Косово.
- 22 марта — на парламентских выборах в Молдове коммунисты завоевали 30 % голосов (40 мест) в парламенте[82].

- 23 марта
  - Отставка премьер-министра России Виктора Черномырдина[4]. И. о. премьер-министра назначен Сергей Кириенко[2].
  - Ураган в Индии (V=160 км/ч.).
  - Задержаны 2 жителя Саратова, подозреваемые в похищении двух американских мормонов-миссионеров. Арестованные, по сообщению представителя группы общественных связей УФСБ по Саратовской области, признались в совершении указанного преступления.
- 24 марта — в Джонсборо (Арканзас, США) двое подростков убили из огнестрельного оружия четырёх своих одноклассников и учителя.
- 26 марта — на встрече на высшем уровне в Москве президент Борис Ельцин, канцлер Германии Гельмут Коль и президент Франции Жак Ширак договорились о тесной интеграции России в Европу.
- 27 марта — НАТО объявила о начале тренировок албанских пограничников для охраны границы с Югославией.
- 29 марта — на Украине прошли выборы в Верховную Раду по новой системе — смешанной (пропорционально-мажоритарной). Из 450 депутатов 225 были избраны по одномандатным избирательным округам, а 225 — по спискам от политических партий и блоков в многомандатном общегосударственном избирательном округе. По итогам голосования четырёхпроцентный барьер преодолели КПУ (24,65 %), Народный рух Украины (9,4 %; 32), избирательный блок СПУ и СелПУ «За правду, за народ, за Украину» (8,6 %), Партия зелёных Украины (5,4 %), Народно-демократическая партия (5 %; 17), Всеукраинское объединение «Громада» (почти 4,7 %; 16), Прогрессивная социалистическая партия Украины (4 %)[83].

- 30 марта
  - Роберт Кочарян одержал победу во втором туре на президентских выборах в Армении.
  - Россия ратифицировала Конвенцию о защите прав человека и основных свобод[2][84].
  - Гаврил Дежеу стал и. о. премьер-министром Румынии[85].
- 31 марта
  - Ураган «Яна» в Новой Зеландии (V=130 км/ч.)[86].
  - Совет Безопасности ООН принял резолюцию № 1160, вводящую эмбарго на поставки вооружений в Союзную Республику Югославию[87].
  - Пассажирский самолёт BAe-748, на котором находилась футбольная команда «Лидс Юнайтед», упал сразу же после взлёта в лондонском аэропорту Станстед. Пилот попытался посадить машину, когда на высоте 40 метров взорвался один двигатель. Никто из 40 пассажиров и 4-х членов экипажа не пострадал[88].

### Апрель
- 2 апреля — в 1:50 произошёл мощный взрыв у единственной действующей синагоги Латвии, Пейтау-шул. Зданию был нанесён значительный ущерб. Через несколько дней в портовом городе Лиепая неизвестные повредили мемориал жертвам Холокоста[89].
- 3—4 апреля — в Лондоне прошла вторая встреча стран АСЕАН и ЕС (АСЕМ).
- 4 апреля — по крайней мере 63 шахтёра погибли в аварии на шахте в районе города Донецка[90].
- 5 апреля — в Японии, между островами Сикоку и Хонсю открыт мост Акаси-Кайкё, который дважды вошёл в книгу рекордов Гиннесса: как самый длинный подвесной мост — длина одного его пролёта составляет 1991 м — и как самый высокий мост, так как его пилоны поднимаются на 297 м.
- 6 апреля — недалеко от здания российского посольства в Риге произошёл взрыв. Впервые в Латвии в подобном случае была применена противопехотная мина. Волна взрыва была направлена в сторону здания дипломатической миссии. Пострадавших не было.
- 9 апреля
  - По меньшей мере 107 паломников погибло в предместье Мекки в давке, которая возникла при выполнении одного из ритуалов Хаджа, когда паломники совершали обряд бросания камней в дьявола.
  - Президент США Б. Клинтон подал письменные распоряжения министерству обороны, государственному департаменту и министерству юстиции подготовить план по задержанию камбоджийского лидера Пол Пота.
- 10 апреля — правительства Великобритании и Ирландии, восемь политических партий подписали соглашение о мире в Северной Ирландии[91].
- 12 апреля — губернатором Пензенской и Липецкой области избраны В. К. Бочкарёв (60,0 %) и Олег Королёв (79,5 %) соответственно[23].
- 14 апреля — в Екатеринбурге силами УВД города зверски разогнаны студенты в количестве (по официальным данным) около 4000 человек, протестовавшие против реформы образования.
- 17 апреля
  - 90-й старт (STS-90) по программе Спейс Шаттл. 25-й полёт шаттла Колумбия. Экипаж — Ричард Сирфосс, Скотт Олтман, Ричард Линнехан, Кэтрин Хайр, Давид Уильямс (Канада), Джей Бакли, Джеймс Павелчик.
  - Совет Безопасности ООН принял резолюцию № 1163, продлив мандат Миссии Организации Объединённых Наций по проведению референдума в Западной Сахаре (МООНРЗС) до 20 июля[92].
  - Раду Василе назначен премьер-министром Румынии.
- 18—19 апреля
  - В Сантьяго-де-Чили прошёл второй саммит американских государств. В нём приняли участие представители всех стран Американского континента за исключением Кубы. В ходе встречи официально начаты переговоры о создании к 2005 году Американской зоны свободной торговли.
  - В Каване (Япония) прошла вторая неофициальная встреча между президентом России Б. Ельциным и премьер-министром Японии Р. Хасимото.
- 20 апреля
  - 16:47. Около Боготы, Колумбия. После взлёта из аэропорта Боготы — Эльдорадо по направлению в Кито, самолёт Boeing B-727-230 компании Air France падает спустя три минуты полёта у покрытой туманом вершины гор Серро эль Кабле, взрывается и сгорает. Все 53 человека на борту погибают. Самолёт использовался компанией Air France по лизингу компании TAME. Экипаж не повернул в нужном направлении после пролёта маяка Ромео, хотя диспетчер поставил его в известность, что самолёт сошёл с курса.
  - Фирма Intel анонсировала процессор Pentuim II Xeon.
- 21 апреля — Армения и Лаос установили дипломатические отношение[93].
- 22 апреля — убийство экс-главы Национального банка Украины Вадима Гетьмана в Киеве.
- 24 апреля
  - Утверждение в должности премьер-министра России Сергея Кириенко[4].
  - Несмотря на международные протесты, 22 человека казнены публично в столице и четырёх других городах Руанды за участие в массовых убийствах меньшинства тутси в 1994 году.
- 26 апреля — в Карелии, Красноярском крае и Смоленской области прошли первые туры выборов глав регионов[23].
- 27 апреля — Совет Европейского союза принял решение о распространении на Россию антидемпинговых процедур, применяемых к странам с рыночной экономикой.

### Май
- 1—2 мая — землетрясение в Японии (8 баллов)[94].
- 4 мая — спустя несколько часов после вступления в должность в Ватикане при загадочных обстоятельствах был застрелен 31-й командир Папской Швейцарской Гвардии Алоиз Эстерманн с женой.
- 5 мая
  - Примерно в 21:15 в Перу Boeing B-737-282, летевший из Икитоса в Андоас, разбивается при приближении к взлётно-посадочной полосе. Самолёт упал в болотистой местности, не долетев 3 миль до Андоаса. Из 87 человек на борту погибли 74. Были сообщения, что перед катастрофой в самолёт попала молния[95][96][97].
  - В России вступила в силу Европейская Конвенция прав человека и основных свобод и признала юрисдикцию Европейского Суда по правам человека. Жители России получили возможность обращаться в международный орган, если они не смогли найти защиты своих прав внутри страны[98].
  - Между сторонниками и противниками независимости Новой Каледонии и французским правительством подписано соглашение в Нумеа, в том числе предоставившее Новой Каледонии более высокую степень автономии.
- 6 мая
  - Начало вооружённых столкновений между Эритреей и Эфиопией из-за спорных пограничных территорий[99].
  - На парламентских выборах в Нидерландах социал-демократы набрали 29,0 % голосов, консервативно-либеральная Народная партия за свободу и демократию (ВСД) 24,7 %.
- 12 мая — президент России Борис Ельцин впервые выступил в Интернете и ответил на 14 вопросов, поступивших со всех концов мира. Сеанс онлайнового общения с публикой продолжался 30 минут.
- 13 мая
  - Индия провела ядерные испытания, став шестым государством «ядерного клуба»[100].
  - Армения и Кот-д’Ивуар установили дипломатические отношение[101].
  - у здания синагоги на Новосущевской улице сработало взрывное устройство большой мощности. Двое служителей получили ранения. Разрушена одна из стен здания[102].
- 15—17 мая — в Бирмингеме прошла встреча «большой восьмёрки». Россия впервые принимала участие во всех заседаниях в качестве полноправного участника.
- 17 мая — председателем Правительства Республики Карелия избран Сергей Катанандов (49,4 %); губернатором Красноярского края избран Александр Лебедь (57,2 %); губернатором Смоленской области избран Александр Прохоров (67,3 %)[23].
- 18 мая — тысячи студентов захватили здание парламента Индонезии в Джакарте, что привело к падению 30-летнего режима Сухарто.
- 19 мая — Момир Булатович возглавил правительство СРЮ.
- 20—26 мая — Вторая («шестидневная») грузино-абхазская война в Гальском районе Абхазии, заселённом преимущественно грузинами, которые покинули Абхазию во время войны 1992—1993 годов, но затем вернулись в свои дома. Созданные ими отряды самозащиты «Белый легион» и «Лесные братья» нападали на абхазские учреждения. 20 мая абхазские отряды при поддержке танков и артиллерии вторглись в Гальский район и, несмотря на ожесточённое сопротивление, к 26 мая установили контроль над ним. В ходе конфликта погибло более 600 человек. Международное вмешательство позволило остановить военные действия, но конфликт не был разрешён и привёл к новому вооружённому столкновению в 2008 году[2].
- 21 мая
  - Президент Индонезии Сухарто ушёл в отставку после 33-х летнего пребывания на посту. В тот же день Бухаруддин Юсуф Хабиби стал новым президентом страны.
  - Наводнения в Турции.
- 24 мая — на парламентских выборах в Венгрии оппозиционный Союз молодых демократов (Фидес) одержал победу.
- 25 мая
  - Узбекистан и Уругвай установили дипломатичные отношения[103].
  - Сербской полицией и военизированными силами совершены массовые убийства в деревне Любенич близ Печа.
- 26 мая — на Выборгской судоверфи завершены работы по оснащению оборудованием плавучего космодрома «Одиссей»[4].
- 28 мая
  - Вслед за Индией ядерные испытания проводит Пакистан, ставший седьмым государством «ядерного клуба»[104].
  - В Люксембурге состоялось юбилейное заседание (первая годовщина) Совместного постоянного совета Россия — НАТО[81].
- 29 мая
  - В Министерстве юстиции РФ зарегистрирована общественно-политическая организация Партия пенсионеров, впоследствии Российская партия пенсионеров.
  - Террористический акт в Петропавловском соборе, террорист Артур Елисеев был обезврежен и арестован группой захвата. Воспользоваться бомбой он не успел[105][106][107].
  - Армения и Мальтийский орден установили дипломатические отношение[108].
- 30 мая — на север Афганистана и юг Таджикистана обрушилось землетрясение силой 6,9 балла. Помощь пострадавшим затруднялась проливными дождями и военными действиями, которые вело движение «Талибан». В результате этого землетрясения погибли более 5 тысяч человек, десятки тысяч ранены[109].
- 31 мая
  - Состоялся первый тур президентских выборов в Колумбии. Ни один кандидат не сумел набрать 50 % + 1 голос, и во второй тур вышли два кандидата — Орасио Серпа Урибе[англ.] от Либеральной партии и Андрес Пастрана Аранго, член Колумбийской консервативной партии.
  - На парламентских выборах в Сан-Марино Христианско-демократическая партия осталась крупнейшей партией парламента, получив 25 из 60 мест. Явка составила 75 %.
  - Правительственные войска Камбоджи заняли последний оплот красных кхмеров.
- Май — начались массовые перекрытия железных дорог шахтёрами в знак протеста против длительных невыплат заработной платы.

### Июнь
- 2 июня — 91-й старт (STS-91) по программе Спейс Шаттл. 24-й полёт шаттла Дискавери. Экипаж — Чарлз Прекорт, Доминик Гори, Франклин Чанг-Диаз, Уэнди Лоуренс, Джанет Каванди, Валерий Рюмин (Россия). Девятая (и последняя) стыковка шаттла со станцией «Мир».
- 3 июня — железнодорожная катастрофа под Эшеде — крупнейшая в истории современной Германии. Погиб 101 человек, 88 ранены.
- 4—5 июня — в Ялте на 4-й сессии Черноморского экономического сотрудничества главы государств и правительств 11 причерноморских стран подписали Устав Организации Черноморского экономического сотрудничества.
- 7 июня — в Элисте убита Лариса Юдина, советская и российская журналистка и политический деятель. В её убийстве был обвинён советник президента Калмыкии Илюмжинова[110][111].
- 8 июня — несмотря на международные протесты, введена в эксплуатацию словацкая Моховцкая АЭС.
- 9 июня — в урагане[англ.] на западном побережье Индии погибли по крайней мере 1040 человек.
- 14 июня — Муртаза Рахимов переизбран на пост Президента Республики Башкортостан на второй срок, набрав 70,2 % голосов[23].
- 19—20 июня — парламентские выборы в Чехии. По итогам выборов Чешская социал-демократическая партия сформировала правительство. Новым премьер-министром стал Милош Земан[112][113][нет в источнике].
- В ночь с 20 на 21 июня — Ураган в Москве и Московской области, в результате него погибли, по разным данным, от 8 до 11 человек. Около 150—200 человек получили ранения. Ураган 1998 года был самым разрушительным подобным стихийным бедствием в Москве после смерча 1904 года.[источник не указан 844 дня]
- 21 июня
  - Президентом Колумбии избран Андрес Пастрана[источник не указан 844 дня].
  - Леонид Потапов переизбран на пост президента Республики Бурятия на второй срок, набрав 63,2 % голосов[23].
- 22 июня
  - Латвийский сейм принял поправки к закону о гражданстве, облегчающие возможность получения латвийского гражданства[источник не указан 844 дня].
  - Пять представительств ЕС в Белоруссии, а также Соединённых Штатов покидают страну в знак протеста против преследования со стороны властей своих послов см. Конфликт в Дроздах[источник не указан 844 дня].
  - Обострение отношений между КНДР и Республикой Корея после обнаружения и захвата северокорейской подводной лодки в территориальных водах Южной Кореи[источник не указан 844 дня].
- 23 июня — впервые в мире произведена имплантация искусственной клетки человеческого мозга[114].
- 25 июня
  - Корпорация Microsoft выпустила операционную систему Windows 98[источник не указан 844 дня].
  - Состоялись выборы в Ассамблею Северной Ирландии. Это были первые выборы в Ассамблею, созданную по результатам Белфастского соглашения. 108 депутатов Ассамблеи были избраны по системе единственного передаваемого голоса. Явка на выборах составила 69,88 % (823 565 человек).[источник не указан 844 дня]
  - Армения и ОАЭ установили дипломатические отношение[115][116].
- 26 июня — убит мэр Нефтеюганска Владимир Петухов, позже по этому делу был осуждён сотрудник службы безопасности «ЮКОСа» Алексей Пичугин[117][118][119].
- 27 июня — во время сильного землетрясения на юго-востоке Турции 144 человека погибли[источник не указан 844 дня].
- 29 июня — Армения и Гватемала установили дипломатические отношение[120][121].

### Июль
- 1 июля
  - В Российской Федерации восстановлен орден Андрея Первозванного[122].
  - Азербайджан и Тунис установили дипломатические отношение[65][66][123].
- В ночь со 2 на 3 июля — в своём доме в деревне Клоково Московской области был застрелен депутат Государственной Думы II созыва, отставной генерал-лейтенант Лев Рохлин. В убийстве была обвинена жена Рохлина, в отношении неё выносился, затем отменялся судебный приговор. Тем не менее, по мнению ряда источников, настоящие убийцы и организаторы преступления не найдены.
- 3 июля — российские шахтёры вновь заблокировали Транссибирскую железную дорогу, главную линию поставок между Востоком и Западом России, чтобы подчеркнуть значимость их требований о полной выплате многомесячной задолженности по зарплате. До этих событий, в конце мая 1998 года, шахтёрам пообещали выплатить зарплату, тем не менее, после первого частичного платежа, деньги снова не пришли.
- 5 июля — в Алжире вступил в силу закон, согласно которому арабский язык объявлен единственным государственным языком.
- 6 июля
  - Президент России Б. Ельцин и президент Казахстана Н. Назарбаев подписали в Москве Декларацию о вечной дружбе и союзничестве и соглашение о разграничении северного сектора Каспийского моря.
  - Виктор Орбан стал самым молодым премьер-министром в современной Венгрии.
  - открыт международный аэропорт Гонконг, заменив старый аэропорт Гонконга Кайтак.
- 7 июля
  - Генеральная Ассамблея ООН приняла резолюцию «Об участии Палестины в работе ООН», расширяющую права палестинской делегации в ООН при сохранении статуса наблюдателя[124].
  - В результате крушения на станции Бекасово I в Наро-Фоминском районе Московской области (ныне Троицкий округ Москвы) с участием двух пригородных электропоездов и путевой щебнеочистительной машины погибли четыре человека, трое получили ранения.
- 9 июля
  - Правительство Талибана в Афганистане призывает граждан в течение 15 дней отключить телевизоры, видеомагнитофоны и спутниковые приёмники[125]. Это обосновалась тем, что телевидение нарушает мораль и вызывает психические заболевания.
  - В 90 км от Якутска совершил аварийную посадку Ан-2, выполнявший санитарный рейс по маршруту Ангара — Иркутск. При посадке одна пассажирка из 9 получила травму.
- 11—19 июля — в Москве прошли первые Всемирные юношеские игры.
- 13 июля
  - Премьер-министр Японии Рютаро Хасимото подал в отставку. 30 июля Кейдзо Обути избран новым премьер-министром.
  - Через 7 минут после взлёта из города Рас-эль-Хайма в ОАЭ потерпел катастрофу грузовой самолёт Ил-76 минобороны Украины. Лайнер, мужественно отведённый от города лётчиками, упал в море. 8 погибших. В связи с этим происшествием на Украине приостановлены полёты самолётов ИЛ до выяснения причин ЧП.
  - В Татарстане разбился вертолёт Ми-8 Казанского авиапредприятия. Он упал на землю во время планового облёта нефтепровода. Лётчики успели покинуть машину, материальный ущерб составил 400 тысяч рублей.
- 14 июля — почти полностью сгорел печатный центр крупнейшей ежедневной газеты Bild Zeitung, принадлежащий самой крупной газетной империи Германии — группе Axel Springer AG — в Эссене. Ущерб исчисляется несколькими миллионами марок.
- 16 июля — Бразилия присоединилась к Договору о нераспространении ядерного оружия[126].
- 17 июля
  - Морская буря уничтожила несколько деревень Папуа-Новой Гвинеи.
  - Косовские албанцы захватили город Ораховац (Юго-Запад Косово).
  - В Петропавловском соборе Петербурга захоронены останки, признанные останками семьи Николая II, последнего русского императора[2][4].
  - Принят Римский статут Международного уголовного суда.
- 18 июля
  - Катастрофа Ил-78, летевшего из Болгарии в Эритрею. Самолёт был зафрахтован у украинских военных фирмой Air Sofia.
  - 11 человек оказались в ловушке, когда в результате оползня обрушилась шахта в Лассинге. Предыдущей ночью шахта уже пострадала от оползня, и один из шахтёров оказался погребённым под землёй. На его поиски выслали команду из 11 мужчин, которых постигла та же участь ещё до того, как лифт спустил их на дно шахты.
- 19 июля—4 августа — в Нью-Йорке прошли игры Доброй воли[127].
- 26 июля — в КНДР прошли выборы в Верховное народное собрание, это были первые выборы после смерти лидера КНДР Ким Ир Сена в 1994 году и перехода власти к его сыну Ким Чен Иру. В каждом округе выдвигался только один кандидат в депутаты, по данным агентства ЦТАК, явка на выборы составила 99,85 %, и 100 % избирателей отдали свои голоса в пользу зарегистрированных кандидатов.
- 30 июля
  - Под Иркутском разбился пассажирский вертолёт Ми-8. Из 14 человек 5 в тяжёлом состоянии, погиб двухлетний ребёнок.
  - Авиалайнер Beechcraft 1900D авиакомпании Proteus Airlines выполнял внутренний рейс YS 706 по маршруту Лион—Лорьян, но во время пролёта над Бискайским заливом экипаж решил совершить облёт трансатлантического лайнера «SS Norway», и в результате произошло столкновение с частным самолётом Cessna 177RG Cardinal. Погибли все находившиеся на обоих самолётах 15 человек — 12 пассажиров и оба пилота рейса 706 и пилот «Сессны».
- Июль — в селе Клечка совершенно убийство 22 гражданских сербов членами АОК.
- Июль—Август — в Луганске горняки краснодонских шахт им. Баракова, «Дуванная», «Краснодарская-Южная» и «Суходольская-Восточная» пикетировали облгосадминистрацию и облсовет, руководителями которых тогда были Александр Ефремов и Виктор Тихонов, с требованием погасить задолженность по зарплате за 2,5 года.

### Август
- 3 августа
  - В Самаре загорелся городской Дом печати. На следующий день в киосках «Роспечати» не было ни одной свежей газеты[128].
  - В Афганистане вооружённые силы движения Талибан заняли главный оплот антиталибской коалиции на севере страны — город Мазари-Шариф.
- 6 августа — в селе Новодмитриевка Нижегородской области взорвался газ в жилом 16-квартирном двухэтажном доме, погибло 7 человек[129].

- 7 августа
  - В результате террористических актов против посольств США в Кении и Танзании погибли более 200 человек.
  - Армения и Панама установили дипломатические отношение[130].
- 11 августа — британская рок-группа Rolling Stones впервые выступила в Москве.
- 11—12 августа — в ходе столкновений у деревни Глоджане вооружённые силы Югославии и сербская полиция выдвинулись на позиции АОК, которая укрепилась в деревнях, населённых этническими косовскими албанцами.
- 12 августа
  - Начало вещания ТВ-3 (в Москве)[131].
  - Титан-IV взрывается после старта с мыса Канаверал, из-за короткого замыкания в системе наведения.
- 13 августа — старт космического корабля Союз ТМ-28. Экипаж старта — Г. И. Падалка, С. В. Авдеев и Ю. М. Батурин[4].
- 14 августа — президент России Борис Ельцин заявил о том, что девальвации в стране не будет[2].
- 15 августа — в результате самого кровавого теракта в Оме за время конфликта в Северной Ирландии погибло 29 человек, свыше 220 получили ранения. Ответственность за теракт взяла на себя террористическая группировка Подлинная Ирландская республиканская армия, именно они заминировали автомобиль Vauxhall Cavalier.
- 17 августа
  - Правительство Российской Федерации объявило дефолт. 23 августа правительство было отправлено в отставку с возложением исполнения обязанностей премьера на В. С. Черномырдина[2][4].
  - Президент США Билл Клинтон дал показания большому жюри о своих отношениях с Моникой Левински.
- 20 августа — в ответ на теракты против американских посольств в Африке ВМС США атакуют крылатыми ракетами предполагаемые объекты террористической инфраструктуры в Судане (фармацевтическая фабрика «Аль-Шифа» в Северном Хартуме) и Афганистане.
- 24 августа — в День независимости Украины состоялся разгон протестующих горняков. Впервые в независимой Украине против участников мирной акции были применены специальные средства: дубинки и слезоточивый газ. Вследствие столкновения пострадали 22 шахтёра, 12 работников «Беркута» и 3 сотрудника милиции.
- 25 августа — приземление корабля Союз ТМ-27. Экипаж посадки — Т. А. Мусабаев, Н. М. Бударин и Ю. М. Батурин.
- 27 августа — Народная объединённая партия получила большинство на парламентских выборах в Палате представителей Белиза. Саид Муса был избран премьер-министром страны.
- 29 августа
  - Катастрофа Ту-154 в Кито, погибли 80 человек[132].
  - 56-ю милями западнее Катманду (Непал) 46 человек погибают в оползне.
- 30 августа
  - Катастрофа Ми-2 на озере Плателяй — крупнейшая авиакатастрофа в Литве (11 погибших).
  - Наводнение в Уттар-Прадеш, Индия. Погибли более 1000 человек.
- 31 августа
  - На территории Латвии прекращает свою работу последний военный объект России — Центр наблюдения за космическими объектами в Скрунде, а проще, радиолокационная станция противоракетной обороны, демонтаж которой начнётся с 1 сентября.
  - В связи с болезнью Х. М. Бунневика Анне Энгер стала и. о. премьер-министра Норвегии (до 24 сентября).

### Сентябрь
- 1—2 сентября — в Москве проходит двухдневный саммит с участием президента России Б. Н. Ельцина и президента США Б. Клинтона. Во время саммита помимо вопросов безопасности в мире, обсуждался финансово-экономический кризис в России. По итогам встречи президент Билл Клинтон обещает Борису Ельцину помощь со стороны США, если Россия продолжит двигаться по пути реформ[133].

- 2 сентября — самолёт MD-11 авиакомпании Swissair выполнявший рейс SR-111 (SWR-111) Нью-Йорк—Женева в результате возникшего в кабине пожара потерял управление и упал в Атлантический океан недалеко от бухты Маргаретс, Канада. На борту находились 215 пассажиров и 14 членов экипажа. Все они погибли[134].
- 2—3 сентября — в Дурбане (ЮАР) прошла 12-я конференция глав государств и правительств стран — членов Движения неприсоединения. В саммите приняли участие представители 113 государств. В ходе переговоров принята Дурбанская декларация для нового тысячелетия и итоговый документ конференции.[источник не указан 844 дня]
- 4 сентября
  - В Великобритании вышла программа «Who Wants to Be a Millionaire?»[135].
  - Взрыв на улице Пархоменко в Махачкале, в результате которого 18 человек погибли, 91 ранен, разрушено 28 домов[136].
- 5 сентября
  - Пятеро матросов захватили заложников на ядерном полигоне на Новой Земле в Архангельской области[137][138][139].
  - На Мальте прошли всеобщие парламентские выборы[140]. В результате выборов победу одержала Националистическая партия, получившая 35 из 65 мест парламента. Премьер-министром страны стал лидер партии Эдвард Фенек Адами.
  - Юрий Лужков открыл обновлённую Московскую кольцевую автомобильную дорогу. После масштабной реконструкции на МКАД появились 146 мостов и путепроводов, 70 пешеходных переходов и 12 тоннелей[141].
  - Ким Ир Сену был присвоен почетный титул Вечного президента КНДР.
- 7 сентября — в США основана компания Google[142].
- 9 сентября
  - Отказ системы управления ракеты-носителя среднего класса «Зенит-2» привёл к потере 12 спутников системы связи Глобалстар[143][144][145].
  - Боевиками АОК под командованием Рамуша Харадиная была учинена расправа по меньшей мере над 34 косовскими сербами и албанцами[146].

- 11 сентября
  - Евгений Примаков стал Председателем Правительства РФ[4].
  - На базе военно-морского флота «Скалистый» Кольского полуострова матрос-срочник, проходивший службу на атомной подводной лодке К-157 «Вепрь», застрелил восемь сослуживцев и тяжело ранил офицера, а затем в течение нескольких часов скрывался в торпедном отсеке подводной лодки. Несмотря на многочасовые переговоры с участием психолога и просьб сдаться, которые высказывали мать и брат матроса, прибывшие на место происшествия, он не только не сдался, но и пригрозил взорвать одну из торпед, находившуюся в отсеке. В итоге матрос, совершивший преступление, был убит при спецоперации, проведённой подразделением ФСБ.[источник не указан 844 дня]
- 12 сентября — ФБР арестовало Херардо Эрнандеса, Рамона Лабаньино, Рене Гонсалеса, Фернандо Гонсалеса и Антонио Герреро. «Кубинская пятёрка» была обвинена в 26 преступлениях, в числе которых заговор с целью совершения преступлений против США, шпионаж и соучастие в умышленном убийстве. С момента ареста и до 3 февраля 2000 года члены «пятёрки» провели 17 месяцев в одиночном заключении[147].
- 18 сентября — учреждение Корпорации по управлению доменными именами и IP-адресами[148].
- 23 сентября — в условиях продолжающихся столкновений в Косово между сербскими силами безопасности и албанской Армией освобождения Косово Совет Безопасности ООН принял резолюцию № 1199, в которой потребовал обеспечить урегулирование косовской проблемы мирными политическими средствами.[источник не указан 844 дня]
- 24 сентября — в Лионе (Франция) впервые проведена операция по трансплантации руки человеку[149].
- 25 сентября
  - Начало вещания телеканала «MTV Россия»[150].
  - Примерно в 9:00 около Надора, Марокко, самолёт British Aerospace BAe-146-100 компании Paukn, выполнявший рейс из Малаги, Испания в Испанский анклав Мелилья, упал в лес в 20 милях к северу от Надора и в 12 милях от места назначения. Все 38 человек, находившихся на борту, погибли[151].
- 25—26 сентября — парламентские выборы в Словакии. Несмотря на то, что по итогам выборов ДЗДС набрало больше голосов, чем любая другая партия, Словацкая демократическая коалиция, Демократическая левая партия Словакии, Партия венгерской коалиции и Партия гражданского взаимопонимания сформировали правящую коалицию. Новым премьер-министром страны стал Микулаш Дзуринда. Также прошёл референдум о запрете приватизации стратегически важных государственных компаний. Хотя его одобрили 84,3 % проголосовавших, явка составила всего 44,1 %, и референдум был признан недействительным из-за недостаточной явки.
- 26 сентября — в лесу недалеко от деревни Горне Обрине совершенно убийство 21 косовского албанца, принадлежащих к одной и той же семье. Среди жертв были женщины и дети[152].

- 27 сентября — на парламентских выборах в Германии победили социалисты во главе с Герхардом Шрёдером, который заменил Гельмута Коля, бывшего на посту канцлера 16 лет. Спустя месяц партия вступила в коалицию с «зелёными», которые добавили 6,7 % голосов, и Шрёдер официально занял пост канцлера[153].
- 29 сентября — финансовый кризис в Японии привёл к самому крупному после второй мировой войны банкротству. О нём объявила лизинговая компания «Джапан лизинг корпорэйшн», долги которой превысили 16 млрд долл[154].
- 30 сентября
  - Впервые в России отмечается День Интернета[155].
  - Самолёт Ан-24RV компании Lionair вылетел из Палэй в Коломбо и через десять минут после взлёта самолёт пропадал с экранов радара. Борт упал в море в 35 морских милях к северу от Мантара. Все 55 человек на борту погибли. Самолёт был сбит повстанцами LITE (Тигры Освобождения Тамил-Илама)[156].

### Октябрь
- 1 октября — ОАО «Авиастар» выпущен первый магистральный пассажирский самолёт Ту-204-120 с двигателями фирмы «Rolls-Royce plc» по контракту с «Kato Aeromatik» (Египет)[157].
- 3 октября — парламентские выборы в Латвии. Явка составила 71,9 %. Народная партия стала крупнейшей партией в Сейме, получив 24 из 100 мест. Одновременно с парламентскими выборами прошёл референдум об отмене принятых Сеймом 22 июня 1998 года поправок к латвийскому Закону о гражданстве, расширявших возможности натурализации и получения латвийского гражданства для проживающих в Латвии лиц. Отмена поправок не была одобрена, и они вступили в силу[158].
- 7 октября
  - На телеканале The WB показан первый эпизод культового американского телесериала о трёх ведьмах «Зачарованные»[159].
  - Коммунисты и профсоюзы России провели всеобщую забастовку протеста против политики Бориса Ельцина[160].
- 8 октября
  - Образован Центр специального назначения Федеральной Службы Безопасности РФ (ЦСН ФСБ РФ)[161].
  - По указанию Генерального прокурора РФ Ю. И. Скуратова было возбуждено уголовное дело по подозрению в злоупотреблении должностных лиц управления делами президента России при заключении контрактов на реконструкцию Московского Кремля. Начало расследования «дела Mabetex»[162].
- 10 октября — Кинду (Демократическая Республика Конго). Вскоре после вылета из аэропорта Кинду в Киншасе самолёт Boeing 727 компании Congo Airline разбился в джунглях в результате повреждения двигателя ракетой, выпущенной повстанцами Тутси. Все 41 человек на борту погибли[163].
- 11 октября — Гейдар Алиев переизбран президентом Азербайджана на второй срок[164].
- 13 октября — Совет НАТО принял политическое решение о нанесении бомбовых ударов по СРЮ по истечении 96 часов. 16 октября срок был продлён до 27 октября[165].
- 15 октября — Эмиль Джамиль Лахуд избран парламентом Ливана на должность президента страны сроком на шесть лет (24 ноября приведён к присяге).
- 15—23 октября — в США в ходе встречи между премьер-министром Израиля Б. Нетаньяху и руководителем палестинской автономии Я. Арафатом подписаны соглашения о выводе израильских войск и разграничении зон контроля на западном берегу Иордана и в полосе Газа[166].
- 16 октября — бывший чилийский диктатор Аугусто Пиночет помещён под домашний арест во время своего лечения в Великобритании[167].
- 17 октября — в Кыргызстане прошёл конституционный референдум о введение частной собственности на землю для граждан Кыргызстана; изменение в распределении мест в парламенте — увеличение числа мест в Законодательном собрании от 35 до 60 и сокращение количества мест в Собрания народных представителей от 70 до 45, удаляя право депутатов изменить национальный бюджет без утверждение правительства, увеличения свободы независимые СМИ Кыргызстана, и ограничение уровня правовой иммунитет присуждена депутатов[168].
- в ночь на 20 октября — в Грузии вспыхнул мятеж полковника Акакия Элиавы, бывшего офицера звиадистов вблизи Кутаиси, второго по величине города Грузии. После провала мятежа Элиава, его последователи скрылись в лесах Самегрело. Он создавал постоянные проблемы для правительства до тех пор, пока не был убит спецотрядом МГБ в 2000 году[169].
- 21 октября — Массимо д’Алема стал преемником Романо Проди на посту премьер-министра Италии.
- 22 октября — Узбекистан и Ливан установили дипломатичные отношения[103].
- 23 октября — в Буффало (США) снайпером убит доктор Барнетт Степьян[англ.], производивший аборты[источник не указан 809 дней].
- 24 октября — Совет Безопасности ООН принял резолюцию № 1203 по Косово, которая запустила реализацию соглашений СРЮ с ОБСЕ (о миссии по проверке) и с НАТО (о воздушном наблюдении). В резолюции зафиксировано, что в случае чрезвычайных обстоятельств могут приниматься только такие меры обеспечения безопасности международного персонала данных миссий, которые одобрены Белградом в рамках упомянутых соглашений. Одновременно в резолюции ужесточались требования к косовским албанцам, включая немедленное прекращение террористической деятельности. Но так как в тексте в целом не отвергалась идея применения силы против Белграда, Россия и Китай воздержались[170].
- 25 октября — в Грозном убит начальник Управления по борьбе с похищениями людей Шадид Баргишев. Случилось это в тот же день, когда в Чечне была объявлена широкомасштабная операция против похитителей людей. Автомобиль Баргишева был взорван на подъезде к штаб-квартире управления. От тяжелейших ранений он скончался в больнице. На следующий день в Грозном будет совершено покушение на верховного муфтия республики — Ахмата Кадырова[171][нет в источнике].
- 26 октября — в Бразилия (Бразилия) президенты Перу и Эквадора подписали соглашение о разрешении территориальных споров между двумя странами[источник не указан 845 дней].
- 27 октября—4 ноября — ураган «Митч» в Центральной Америке[172].
- 29 октября
  - 92-й старт (STS-95) по программе Спейс Шаттл. 25-й полёт шаттла Дискавери. Экипаж — Кёртис Браун, Стивен Линдси, Стефен Робинсон, Скотт Паразински, Педро Дуке (Испания), Тиаки Мукаи (Япония), Джон Гленн. Гленн совершает второй полёт в возрасте 77 лет и 103 дней[173].
  - Пандели Майко назначен на пост премьер-министра Албании[источник не указан 845 дней].
  - Сейм Латвии принял «Декларацию о латышских легионерах Второй мировой войны». Согласно комментариям и разъяснениям в СМИ, этим документом правительству Латвии вменяется в обязанность требовать от стран-оккупантов и их правопреемников компенсации за ущерб, причинённый мобилизацией в оккупационные армии, а также заботиться об устранении посягательств на честь и достоинство латышских воинов в Латвии и за её пределами. МИД и Госдума России назвали данную декларацию «откровенно провокационной».
  - В городе Гётеборг (Швеция) на молодёжной дискотеке вспыхнул пожар, от огня и дыма погибли 63 подростка[174].
- 30 октября — самолёты НАТО начали контрольные полёты над Косово[175].
- 31 октября — Ирак вновь заявил о прекращении сотрудничества со Специальной комиссией ООН вплоть до отмены международных санкций[176].

### Ноябрь
- 1 ноября
  - 14:32, около Кецальтенанго, Гватемала. Чартерный самолёт Douglas DC-3C падает в тумане в гористой местности через 45 минут после вылета из Плайя-Гранде, Гватемала. Из 18 человек на борту погибают 11. Рейс возвращался из Плайя-Гранде с медицинским персоналом на борту, призванным оказать помощь жертвам урагана[177].
  - В бывшей югославской Республике Македонии правая оппозиция набрала абсолютное большинство на парламентских выборах.
- 3—10 ноября — в Таджикистане вспыхнул антиправительственный мятеж бывшего полковника спецбригады МО РТ Худойбердыева в Ходженте и Согдийской области, который закончился разгромом мятежников[178].
- 4 ноября — пенсионер и внештатный корреспондент газеты «Русская правда» (Подольск) Иван Орлов на автомобиле «Москвич-2140» выехал на Красную площадь и взорвал его перед Спасскими воротами. Мощность взрыва была эквивалентна 400—600 граммам тротила[179]. В результате этого взрыва были серьёзно ранены три сотрудника ФСО РФ — капитан Роман Храпель, прапорщик Дмитрий Комаров и рядовой Михаил Бобров. Террорист был задержан, против него было возбуждено уголовное дело[180][181][182][183].
- 5 ноября
  - Постановление ФКЦБ России № 44 «О предотвращении конфликта интересов при осуществлении профессиональной деятельности на рынке ценных бумаг»[184].
  - СБ ООН принял резолюцию № 1205[англ.], в которой потребовал от Ирака отменить решение о приостановлении сотрудничества со Специальной комиссией ООН.
- 7 ноября — сражение в центре Баку: сотрудники спецподразделений силовыми методами разогнали демонстрацию, организованную оппозицией[185].
- 8 ноября — в Венесуэле состоялись парламентские и региональные выборы.
- 9 ноября — в Великобритании окончательно отменена смертная казнь[186].
- 13 ноября — НАТО принимает решение о посылке в Македонию 1700 солдат для возможного вторжения в Косово[187].
- 17 ноября — Совет Безопасности ООН осудил Союзную Республику Югославию за её неспособность выполнить ордера на арест, выданный Международным трибуналом по бывшей Югославии (МТБЮ). Совет Безопасности напомнил об Общем рамочном соглашении и выразил сожаление по поводу отсутствия сотрудничества со стороны Союзной Республики Югославии с МТБЮ.
- 17—18 ноября — в Куала-Лумпуре (Малайзия) прошёл саммит АТЭС. В ходе его работы в число членов организации официально вошли Россия, Вьетнам и Перу[2].
- 20 ноября
  - У подъезда своего дома в Санкт-Петербурге застрелена Галина Старовойтова, русский политик, депутат Госдумы[188].
  - Россия запустила первый элемент МКС — функционально-грузовой блок «Заря». Начало строительства Международной космической станции.
- 22 ноября
  - На референдуме в Албании был решён вопрос о необходимости принятия новой конституции («по европейским нормам, но с учётом албанской специфики»), в пользу которого высказались 92 % участников (в референдуме приняли участие немногим более половины всех избирателей).
  - В Рединге (графство Бёркшир, Великобритания), в местной церкви Всех Святых[англ.], состоялась свадебная церемония восходящей кинозвезды Кейт Уинслет и ассистента режиссёра Джеймса Триплтона[англ.] (спустя всего пару лет их союз распался[189]).
- 25 ноября—30 ноября — впервые после Второй мировой войны глава китайского государства — председатель КНР Цзян Цзэминь посетил[англ.] Японию[190].
- 26 ноября
  - В Индии сходят с рельсов два поезда[англ.], погибло более 200 человек[191].
  - Вилис Криштопанс стал премьер-министром Латвии.
- 28 ноября — чернокожая трансгендерная женщина Рита Хестер, работавшая проституткой под псевдонимом «Наоми» была найдена мёртвой у себя дома в пригороде Бостона (штат Массачусетс) со множеством ножевых ранений в грудь. Убийство не раскрыто[192].
- 30 ноября — Любчо Георгиевский стал самым молодым премьер-министром мира, занимая офис главы правительства Македонии в 32 года[193].

### Декабрь
- 4 декабря — 93-й старт (STS-88) по программе Спейс Шаттл. 13-й полёт шаттла Индевор. Экипаж — Роберт Кабана, Фредерик Стеркоу, Джеймс Ньюман, Нэнси Кэрри, Джерри Росс, Сергей Крикалёв (Россия). Первый американский модуль (Unity) был пристыкован к МКС[4].

- 6 декабря
  - На президентских выборах в Венесуэле победу одержал Уго Чавес[194].
  - Президент Габона с 1967 года Омар Бонго переизбран на 5-й срок, набрав 66,88 %[195][196].
- 8 декабря — убийство британских инженеров в Чечне[197][198].
- 11 декабря — катастрофа A310 под Сураттхани. Погиб 101 человек[199].
- 14 декабря
  - Начала своё вещание радиостанция «Наше радио»[200][201].
  - В четыре утра в знак протеста против действий власти и издевательств со стороны администрации шахты им. Баракова (на Донбассе), которая должна зарплату с 1996 года, отчаявшийся горняк Александр Михалевич совершил акт самосожжения. 17 декабря вся задолженность была погашена[202].
- 15 декабря — Смаил Хамдани занял должность премьер-министра Алжира[203].
- 16—19 декабря — США и Великобритания проводят военную операцию против Ирака «Лиса пустыни»[204].
- 18 декабря — полупогружённое судно КНДР было потоплено судами ВМФ Южной Кореи в 56 милях южнее Yokji-do[205].
- 20 декабря — Кыргызстан вступил в ВТО[206].
- 24—25 декабря — в Москве в ходе визита президента Беларуси А. Лукашенко подписана Декларация о дальнейшем единении Беларуси и России, Договор о равных правах граждан, а также Соглашение о создании равных условий субъектам хозяйствования[207].
- 29 декабря — красные кхмеры (неофициальное название крайне левого течения в коммунистическом движении аграрного толка в Камбодже) извиняются за геноцид 1970-х, в котором погиб 1 млн человек[208].

### Продолжающиеся события
- Гражданская война в Бирме
- Гражданская война в Анголе
- Война в Восточном Тиморе
- Ачехский конфликт
- Вторая гражданская война в Судане
- Гражданская война на Шри-Ланке
- Турецко-курдский конфликт
- Арабо-израильский конфликт
- Карабахский конфликт
- Гражданская война в Сомали
- Гражданская война в Афганистане
- Кашмирский конфликт
- Грузино-южноосетинский конфликт
- Грузино-абхазский конфликт
- Приднестровский конфликт

## Родились
См. также: Категория:Родившиеся в 1998 году

### Январь
- 2 января — Тимоти Фосу-Менса, голландский футболист.
- 13 января — Габриэль Дэйлман, канадская фигуристка: олимпийская чемпионка в команде (2018 год).
- 23 января
  - XXXTentacion, американский рэпер. (убит в 2018)
  - Рейчел Кроу, американская певица, актриса и комик.
- 28 января — Ариэль Уинтер, американская актриса озвучивания и певица.
- 29 января — Лысов, Михаил Павлович, российский футболист.

### Февраль
- 2 февраля — Антон Антонов, российский футболист, защитник.
- 7 февраля — Шарлот, российский музыкант, певец и автор песен.
- 17 февраля — Моргенштерн, российский рэп-исполнитель и музыкант.
- 19 февраля — Ким Чону, южнокорейский певец участник бой-бенда NCT и его юнита NCT 127.

### Март
- 9 марта — Со Су Джин, южнокорейская певица, участница группы (G)I-DLE.
- 19 марта — Сакура Мияваки, японская певица участница японской идол-группы HKT48 и участница южнокорейско-японской проектной группы IZ*ONE.
- 26 марта — Сатоко Мияхара, японская фигуристка, чемпионка четырёх континентов (2016 год).
- 31 марта — Стримерша Карина, российский стример, видеоблогер.

### Апрель
- 6 апреля — Пейтон Рой Лист, американская актриса.
- 9 апреля — Эль Фаннинг, американская актриса.
- 10 апреля — Анна Погорилая, российская фигуристка.
- 19 апреля — Патрик Лайне, финский хоккеист.
- 24 апреля — Райан Ньюман, американская актриса, певица и фотомодель.
- 30 апреля — Оливия Деджонг, австралийская актриса.

### Май
- 7 мая — MrBeast, американский ютубер.
- 13 мая — Лука Зинедин Зидан Фернандес, французский футбольный вратарь.
- 26 мая — Александра Семёнова, российская гимнастка.
- 28 мая — Ким Дахён, южнокорейская певица и рэпер, участница группы Twice.

### Июнь
- 5 июня — Юлия Липницкая, российская фигуристка: олимпийская чемпионка в команде (2014 год).
- 15 июня — Рэйчел Кови, американская актриса

### Июль
- 8 июля
  - Дарья Спиридонова, российская гимнастка.
  - Майя Хоук, американская актриса и модель.
- 10 июля — Хейли Пуллос, американская актриса.
- 22 июля
  - Мэдисон Петтис, американская актриса.
  - Федерико Вальверде, уругвайский футболист.
- 29 июля — Анна Мурасигэ, японская певица и актриса, участница идол-группы HKT48.

### Август
- 3 августа — Кози Зулсдорф, американская актриса и певица.
- 8 августа — Шон Мендес, канадский певец и автор-исполнитель
- 13 августа
  - Дина Алексеевна Аверина, российская художественная гимнастка.
  - Арина Алексеевна Аверина, российская художественная гимнастка.
- 25 августа — Чайна Энн Макклейн, американская актриса, певица и автор песен.
- 26 августа — Чон Соён, южнокорейская певица, рэпер и автор песен, участница группы (G)I-DLE.

### Сентябрь
- 18 сентября — Кристиан Пулишич, американский футболист.

### Октябрь
- 1 октября — Тима Белорусских, белорусский певец и автор песен.
- 7 октября — Трент Александер-Арнолд, английский футболист.
- 22 октября — Родрик Уэйн Мур-младший (Roddy Ricch), американский рэпер.
- 23 октября — Амандла Стенберг, американская актриса.
- 25 октября — Ли Минхо[209], южнокорейский певец, участник Stray Kids.
- 29 октября — Лэнс Стролл, канадский гонщик.

### Ноябрь
- 2 ноября — Чун Элки, гонконгская певица и актриса участница южнокорейской гёрл-группы CLC.
- 4 ноября — Дарси Роуз Бирнс, американская актриса.

### Декабрь
- 2 декабря
  - Эмбер Монтана, американская актриса.
  - Аннализа Бассо, американская кино- и телеактриса, фотомодель..
- 16 декабря — Чжоу Цзецюн, китайская певица.
- 20 декабря — Килиан Мбаппе, французский футболист.
- 22 декабря — Джи Ханнелиус, американская актриса, комедиантка и певица.

## Скончались
См. также: Категория:Умершие в 1998 году
Список умерших в 1998 году

## Персоны года
Человек года по версии журнала Time — Билл Клинтон, президент США; Кеннет Стар, американский юрист.

## Нобелевские премии
- Физика — Роберт Лафлин, Хорст Штермер и Дэниел Цуи — «За открытие новой формы квантовой жидкости (при низких температурах и сильном магнитном поле) в частицы с новыми свойствами, имеющими, в частности, дробный электрический заряд».
- Химия — Вальтер Кон — «За развитие теории функционала плотности», Джон Попл — «За разработку вычислительных методов квантовой химии».
- Медицина и физиология — Роберт Ферчготт, Луис Игнарро, Ферид Мурад — «За открытие роли оксида азота как сигнальной молекулы в регуляции сердечно-сосудистой системы».
- Экономика — Амартия Сен — «За его вклад в экономику благосостояния».
- Литература — Жозе Сарамагу — «За работы, которые, используя притчи, подкреплённые воображением, состраданием и иронией, дают возможность понять иллюзорную реальность».
- Премия мира — Джон Хьюм, Дэвид Тримбл — «За усилия по поиску мирного решения конфликта в Северной Ирландии».